# 7441 Láska
7441 Láska è un asteroide della fascia principale. Scoperto nel 1995, presenta un'orbita caratterizzata da un semiasse maggiore pari a 2,3153176 UA e da un'eccentricità di 0,0746580, inclinata di 4,88840° rispetto all'eclittica.